# Municipio de San Ildefonso Sola
El municipio de San Ildefonso Sola es uno de los 570 municipios que conforman al estado mexicano de Oaxaca. Pertenece al distrito de Sola de Vega, dentro de la región sierra sur. Su cabecera es la localidad de San Ildefonso Sola.

## Geografía
El municipio abarca 38.80 km² y se encuentra a una altitud promedio de 1420 m s. n. m., oscilando entre 2300 y 1300 m s. n. m.

## Demografía
De acuerdo al último censo, realizado por el INEGI en 2010, en el municipio habitan 940 personas, repartidas entre 13 localidades.